# Paleta de Mim
Paleta de Mim ou Paleta de Amira é uma paleta em lamito do Antigo Egito, esculpida em baixo relevo, datada de Nacada III (3200–3000 a.C.). Foi adquirida pelo Museu Britânico em 1901. Tem uma forma semelhante a uma língua e dois hieróglifos em relevo. Há uma perfuração no topo e duas cabeças de pássaros projetadas no topo das laterais, uma das quais hoje perdida. Mede 29,2 centímetros de comprimento e 15,3 de largura. Foi descoberta no sítio de Amira.